# Чужа вотчина
«Чужа вотчина» (біл. «Чужая бацькаўшчына») — білоруський радянський художній фільм 1982 року режисера Валерія Рибарєва за мотивами роману романів «Чужа бацькаўшчина» і «Рік нуляви» білоруського письменника В'ячеслава Адамчика.

## Сюжет
1938 рік, Західна Білорусь у складі Польщі. Молода селянка Алеся будь-що хоче відвоювати чужий будинок і господарство заради щастя з коханим Імполем, від якого вагітна. Її брат пише волелюбні вірші, за що його викликають на допит і жорстоко б'ють. Він їде з села і знає, що попереду у нього ціле життя...

## У ролях
- Володимир Гостюхін
- Андрій Дружкін
- Наталя Бражникова
- Любов Чиркова-Черняєва
- Стефанія Станюта
- Антоніна Бендова
- Павло Кормунін
- Віктор Гоголєв
- Стасис Петронайтіс
- Ольга Білявська

## Творча група
- Сценарій: Олександр Лапшин
- Режисер: Валерій Рибарєв
- Оператор: Фелікс Кучар
- Композитор: Петро Альхимович